# Lac (província do Chade)
Lac (em árabe: البحيرة; Al-Baḥīrah; "Lago") é uma das 23 províncias do Chade, sendo Bol a sua capital.

## Demografia
O recenseamento do Chade de 2009 indicou uma população de 331 496 habitantes para Lac. Sua capital Bol, com 35 963 habitantes, é a cidade mais populosa da província.